# Alessandro Morandi
Pour les articles homonymes, voir Morandi.
Alessandro Morandi est un linguiste et épigraphiste italien, spécialisé dans la linguistique et l'épigraphie de l'Italie pré-romaine, avec un intérêt particulier pour la langue étrusque, la langue celtique parlée en Italie, la langue rhétique et la langue camunienne.

## Biographie
Chercheur et plus tard professeur d'épigraphie italique et d'étruscologie et antiquités italiques à l'Université La Sapienza de Rome, Alessandro Morandi a écrit de nombreuses monographies et de nombreux articles sur des sujets épigraphiques concernant les langues de l'Italie pré-romaine avec un intérêt particulier ces dernières années pour le monde nord-étrusque, pour les langues celtiques, rhétiques et camuniennes. Il a également traité de la religion, de l'art et des idéologies de l'Italie pré-romaine. Il a collaboré à la compilation de l'Etruscan Lexical Index, publié dans le premier volume du Thesaurus Linguae Etruscae, publié en 1978 par le National Research Council.

## Travaux
- Iscrizioni Medioadriatiche, in Popoli e civiltà dell'Italia antica, edito dall'Ente per la diffusione e l'educazione storica, 1974 ;
- (avec M. Pallottino, M. Pandolfini Angeletti, C. De Simone, M. Cristofani), Thesaurus Linguae Etruscae, Vol. I, Indice lessicale, Consiglio Nazionale delle Ricerche, Roma, 1978 ;
- Epigrafia italica, Bibliotheca Archaeologica, L'Erma di Bretschneider, Roma 1982 ;
- Le ascendenze indoeuropee nella lingua etrusca, I-III, Roma, 1984-1985 ;
- Note archeologiche ed epigrafiche su Castelluccio di Pienza, in Annali della Facoltà di Lettere e Filosofia dell’Università degli Studi di Perugia, IX, 1985-1986, pp.  227–239 ;
- L’iscrizione CIE 5683 del sarcofago tuscaniese nel Museo Etrusco Gregoriano, in Mitteilungen des Deutschen Archaeologischen Instituts, Roemische Abteilung, 93,1986, pp.  135–142 ;
- Etrusco ipa, in Revue belge de philologie et d'histoire, LXV, 1987, pp.  87–96 ;
- La tomba degli Scudi di Tarquinia. Contributo epigrafico per l’esegesi dei soggetti, in Mélanges de l'École française de Rome. Antiquité, 99, 1987, pp.  95–110 ;
- Note di epigrafia etrusca arcaica, in Revue belge de philologie et d'histoire, LXVI, 1988, pp.  86–100 ;
- Nuove osservazioni sul Fegato bronzeo di Piacenza, in Mélanges de l'École française de Rome. Antiquité, 100, 1988, pp.  283–297 ;
- La tomba dei Ceisinies a Tarquinia. Una nuova lettura dell’iscrizione CIE 5525, in Mitteilungen des Deutschen Archaeologischen Instituts. Roemische Abteilung (de), 96, 1989, pp.  285–292 ;
- Note di epigrafia etrusca veiente, in Mélanges de l’École Française de Rome, Antiquitè, 101, 1989, pp.  581–586 ;
- Cortona e la questione dei confini etruschi, in Annuario dell’Accademia Etrusca di Cortona, XXIII, 1989, pp.  7–37 ;
- Il santuario di Tinia a Bolsena, in Scienze dell’Antichità, 3-4, 1989-1990,pp.  669–678 ;
- Il cippo volterrano “dei Marmini”, in Revue belge de philologie et d'histoire, LXVIII, 1990, pp.  137–148 ;
- Epigrafia di Bolsena etrusca, Roma, 1990 ;
- Nuovi lineamenti di lingua etrusca, Roma, 1991 ;
- Die Goldbleche von Pyrgi. Indizien für eine neue Lesung, in Antike Welt (de), 22, 1991, pp.  119–126 ;
- L’iscrizione CIE 5881 di S. Giuliano: una rilettura, in Revue belge de philologie et d'histoire, LXX, 1992, pp.  109–114 ;
- Note di archeologia ed epigrafia di S. Giuliano, in Informazioni, Periodico del Centro di Catalogazione dei Beni Culturali. Provincia di Viterbo, 7, 1992, pp.  60–69 ;
- Note di epigrafia etrusca delle necropoli rupestri, in Informazioni. Periodico del Centro di Catalogazione dei Beni Culturali. Provincia di Viterbo, 11, 1994, pp.  10–11 ;
- A proposito di due epigrafi etrusche ceretane, in Revue belge de philologie et d'histoire, 73, 1995, pp.  105–125 ;
- Note su alcuni formulari etrusco-italici di età arcaica, in Studi Miscellanei. Scritti di Antichità in memoria di Sandro Stucchi, 29, 1996, pp.  215–223 ;
- Appunti su iscrizioni etrusche arcaiche contenenti la formula della negazione, in Revue belge de philologie et d'histoire, 74, 1996, pp.  121–129 ;
- La lingua etrusca: da Cortona a Tarquinia, in Annuario dell’Accademia Etrusca di Cortona, XXVII, 1997, pp.  77–116 ;
- Epigrafia camuna. Osservazioni su alcuni aspetti della documentazione, in Revue belge de philologie et d'histoire, 76, 1998, pp.  99–124 ;
- A proposito di etrusco tamera, in Revue belge de philologie et d'histoire, 76, 1998, pp.  125–158 ;
- Il cippo di Castelciès nell'epigrafia retica, L'Erma di Bretschneider, Roma 1999 ;
- Testimonianze epigrafiche della più antica Roma, in Studi Romani, XLIX,2001, pp.  5–26 ;
- Osservazioni su alcune leggende monetali etrusche, in Scienze dell’Antichità, 11, 2001-2003, pp.  417–429 ;
- Studies on Etruscan Today: a Critical Assessment, in Archeologia Rocznik Instytutu Archeologii i Etnologii, Polskiej Akademii Nauk, LVII, 2006, pp.  151–160 ;
- Pesaro tra Piceni, Etruschi e Greci, in Studia Oliveriana, V-VI, 2005-2006, pp.  7–47 ;
- The Etruscan Language: New Acquisitions, in Swiatowit, Rocznik Instytutu Archeologii Uniwersytetu Warszawskiego, VII, 2006-2008, 2012, pp.  31–40, Pl. 16-19.
- Il "celto-ligure", l'etrusco, il retico e il camuno: nuovi dati, in Rivista di Studi Liguri, LXIX, 2003, pp.  43–88 ;
- Epigrafia e lingua dei Celti d'Italia, in P.C.I.A., XII, 2004 ;
- Note di epigrafia "nord-italica", in Sibrium XXV, 2004-2009, pp.  75–88 ;
- Tuscania: i documenti epigrafici e la questione della lingua etrusca, Tuscania, 2005 ;
- Tuscania etrusca: cultura urbana e potere in una città-stato, Tuscania, 2006 ;
- Nota aggiuntiva al corpus delle iscrizioni celtiche d'Italia, in Rivista di Studi Liguri, LXXV-LXXVI (2009-2010), 2012, pp.  219–223.
- Epigrafia e lingua in Valtellina tra camuno e retico, in "Dinamiche insediative nelle Alpi Centrali tra antichità e Medioevo", Atti del convegno, Sondrio, 29 novembre 2014 (2016), pp.  29–35 ;
- Epigrafia Italica 2, Bibliotheca Archaeologica, 57, L'Erma di Bretschneider, Roma 2017.